# Klimov (podjetje)
Klimov (rusko ОАО «Климов») je ruski proizvajalec motorjev za pogon letal in helikopterjev, ter APU enot. Zametki podjetja segajo v leto 1912, ko je francoski Renault odprl podjetje v Rusiji. Leta 1916 je poletelo letalo Ilja Muromec z motorji zgrajenimi v tem podjetju. Leta 1929 so začeli z masovno proizvodnjo motorjev za pogon traktorjev, leta 1930 pa tudi s proizvodnjo motornih koles. Kasneje, leta 1931 so začeli s proizvodnjo 37mm artilerijskih projektilov in komponent za tank T-26. Leta 1942 so začeli s proizvodnjo večcevnih raketometov Katjuša.
Leta 1946 so ustanovili konstrukcijski biro OKB Klimov, ki je bil poimenovan po glavnem konstruktorju Vladimirju Klimovu. 
Leta 1946 je britanska vlada izdala dovoljenje za prodajo turboreaktivnih motorjev Rolls-Royce plc Sovjetski zvezi. Klimov OKB je dobil ukaz za izdelavo nelicenčne kopije in tako sta nastala VK-1 in RD-500, ki se je uporabljal za pogon lovcev Mikojan-Gurevič MiG-15 in bombnika Iljušin Il-28. 
RD-500 se je uporabljal za pogon lovca Lavočkina La-15. 

## Batni letalski motorji
- Klimov M-100 (licenčno grajeni Hispano-Suiza 12Y)
- Klimov M-103
- Klimov M-105

Med 2. svetovno vojno se je spremenila oznaka iz M (motor) v VK (Vladimir Klimov)
- Klimov VK-106
- Klimov VK-107
- Klimov VK-108

## Turbinski letalski motorji
- Klimov RD-33
- Klimov RD-45
- Klimov RD-500
- Klimov TV3-117
- Klimov ТV7-117
- Klimov VK-1
- VK-800
- VK-2500

## APUenote
- GTDE-117
- VK-100
- VK-150